# Frància Oriental
La Frància Oriental fou la terra de Lluís el Germànic després del Tractat de Verdun de l'any 843, que dividí l'Imperi Carolingi dels francs entre l'est, l'oest i el mitjà. Va ser el precursor del Sacre Imperi Romanogermànic i de la moderna Alemanya. També era coneguda com a regne dels francs de l'est. Si es considera que l'inici del Sacre Imperi Romanogermànic va tenir lloc amb la dinastia Otoniana, el regne de la Frància de l'est durà del 843 fins a la coronació del duc Enric I de Saxònia el 919. Més usualment, es considera que l'Imperi comença el 962, amb l'entronització d'Otó el Gran (translatio imperii).

## Decadència de l'Imperi Franc
Després de la mort de Lotari II el 869, hi foren afegides algunes parts del Regne de Lotaríngia. Aquest repartiment va durar fins a la caiguda de la dinastia Hohenstaufen (1268). El regne dels francs orientals només va mantenir el nom de Frància sota els carolingis, que el van emprar per designar dues regions, la poblada originàriament per francs, Frància del Rhin (Rheinfranken) o Lotaríngia, i la colonitzada per aquests, Frància del Main, o Francònia (Mainfranken). Des del segle x, la Frància Oriental es conegué també com a regnum teutonicum ('regne teutònic' o 'regne d'Alemanya'), terme prevalent en temps sàlics.

### Carolingis francs orientals
Lluís el Germànic havia obtingut la part més petita i menys desenvolupada de l'Imperi Carolingi, però podia exercir els seus drets a partir de la investidura dels bisbes. Va fer dels palaus reials de Ratisbona i Frankfurt del Main els principals centres del seu poder. Mitjançant la seva política matrimonial, va intentar vincular la seva família amb l'aristocràcia local.
Quan Lluís el Pietós va morir el 840 va esclatar una nova guerra civil en la que Carles el Calb es va aliar amb Lluís el Germànic en contra les pretensions del fill gran, Lotari I. Lotari va ser derrotat el 25 de juny de 841 a la batalla de Fontenoy-en-Puisaye i els vencedors van segellar la seva aliança contra el seu germà Lotari I amb els Juraments d'Estrasburg el 14 de febrer de 842, on es troba el primer testimoniatge d'una llengua romanç parlada en França. Després de tres anys de conflicte finalment es va signar el tractat de Verdun, l'agost de 843, pel qual l'Imperi Carolingi es dividia en tres parts: Carles rebia la Frància Occidental, Lotari la Frància Mitjana, i Lluís la Frància Oriental. Va cristianitzar els eslaus cap a l'est, amb bateig massiu dels nobles de Bohèmia el 845 i el 846 va organitzar un exèrcit per anar a la Gran Moràvia i instal·lar el príncep cristià Ratislau. La colonització germànica dels territoris poblats per poblacions eslaves (wends) a l'est es va aturar a la vora dels rius Elba i Saale (Marca Soraba).
A la mort de Lotari I el 855, el regne de Frància Mitjana va ser dividit entre els seus fills pel Tractat de Prüm, pel que Lluís II d'Itàlia va rebre la corona imperial i Itàlia, Carles de Provença esdevingué rei de Provença (Baixa Borgonya i Provença pròpiament dita), Lotari II de Lotaríngia va rebre un territori que va passar a ser anomenat Lotharii Regnum (Lotaringia) compost per Austrasia (la part central encara controlada pel seu pare després de Verdun), Frísia i l'Alta Borgonya, mentre que Lluís el Germànic va mantenir Frància Oriental i Carles el Calb Frància Occidental. Lotari II va cedir les parts del sud-est de l'Alta Borgonya als seus germans Carles de Provença, que va rebre els bisbats de Belley i Tarentaise el 859, i Lluís II d'Itàlia els bisbats de Ginebra, Lausana i Sió un any més tard. Carles de Provença va morir sense hereus el 863, i el seu regne es va repartir entre Lotari II, que només va rebre les parts occidentals de la Baixa Borgonya (bisbats de Lió, Vienne, Vivarais i Uzès) que limitaven amb la seva Alta Borgonya occidental (restes de les seves possessions originals de Borgonya), i Lluís II va rebre la resta del Regne de Provença.
El Tractat de Meerssen de 870 va tornar a dividir l'Imperi carolingi en tres parts, dividint la Frància Mitjana des de la vall del Roine fins al mar del Nord entre Lluís el Germànic i Carles el Calb. Lluís el Germànic va rebre la part part oriental de l'Austràsia de Lotari incloent Aquisgrà i Metz, i la major part de Frísia, tot i que gran part de la costa frisona estaven sota control víking, i al sud la major part de l'Alta Borgonya que havia quedat a Lotari. Carles va rebre la Baixa Borgonya, incloent Lió i Viena i una petita part occidental de l'Alta Borgonya, Portois i Varais, incloent Besançon. La frontera transcorregué aproximadament al llarg dels rius Mosa, Ourthe, Mosel·la, Saona i Roine. Després de la mort del fill de Lotari, Lluís II d'Itàlia, emperador des del 855, Carles el Calb va trobar el suport del papa Joan VIII i es va fer coronar emperador el 875.
Lluís el Germànic va morir sense fills l'any 876 mentre es dirigia a combatre els víkings que s'havien establert als Països Baixos i Carles el Gras d'Alamània heretà Saxònia i Baviera i d'aquesta manera recuperava la totalitat dels territoris de la Frància Oriental que havien estat del seu pare, a més del regne d'Itàlia i el títol imperial.
A la mort de Lluís el Tartamut el 879 Lluís III de França i el seu germà Carloman II van repartir-se el territori del seu pare, i mentre Lluís es va quedar amb Nèustria i Austràsia, Carloman ho va fer amb Borgonya i Aquitània. Després de la proclamació de Bosó de Provença com a rei de Borgonya l'octubre del 879 i les ofensives víkings, a canvi de la neutralitat de Lluís III d'Alemanya, que es preparava per recuperar els territoris de la Lotaríngia que li havien pres al seu pare en el tractat de Meerseen, van signar el Tractat de Ribemont accedint a la petició de Lluís III d'Alemanya i redefinir novament les fronteres del que fou l'imperi Carolingi per així afrontar la lluita contra Bosó.
Després de la mort sobtada de Lluís III de França, el 5 d'agost del 882 Carloman II es reconeix com a únic rei dels francs occidentals i a l'octubre, va pujar fins al Somme per continuar la defensa contra els vikings, els quals va derrotar a l'Aisne a Avaux. Carloman II va morir el desembre de 884 sense fills, i els nobles van convidar Carles a acceptar el tron sent coronat rex in Gallia el 20 de maig de 885, reunint de nou la major part de l'imperi carolingi. Tot i que els alamans es van mantenir fidels a Carles, el regne oriental es va col·lapsar. Carles va ser declarat incapaç per governar i fou obligat a abdicar el 17 de novembre de 887 i es va retirar a Suàbia on va morir el 13 de gener de 888. Amb la seva deposició i mort l'Imperi Carolingi es va desintegrar definitivament. Va ser succeït per Odó a la Frància Occidental, Arnulf de Caríntia a la Frància Oriental, Berenguer de Friul a Itàlia, i Rodolf a Borgonya. El títol imperial va quedar uns anys vacant.
El 910 un exèrcit imperial sota el lideratge personal de Lluís IV d'Alemanya va ser derrotat en la batalla de Lechfeld prop d'Augsburg. Lluís morí cèlibe i fou enterrat prop de son pare a Ratisbona, i amb ell s'extingí la branca dels carolingis a Alemanya.

### L'elecció de Conrad I d'Alemanya i l'establiment dels ducats
Encara que Carlemany va dissoldre els antics ducats tribals, els habitants de Frància Oriental encara vivien seguint diferents drets tribals segons el seu origen. Quan Lluís el Pietós va instal·lar els seus fills com a governants de les antigues àrees tribals, els problemes entre tribus van incrementar-se. Les interminables lluites fratricides i les consegüents incursions d'enemics externs, i en particular el domini del clergat i dels nobles al regne dels francs orientals en nom de Lluís IV d'Alemanya van provocar una nova pèrdua de prestigi per a la dinastia carolíngia. En la lluita defensiva contra els enemics externs, es va reforçar la posició dels poderosos nobles locals. Com a líders del seu grup tribal, sovint van liderar la batalla real contra els normands i els hongaresos, guanyant així prestigi. Com a resultat, els nobles més poderosos de les zones frontereres de Saxònia i Baviera van aconseguir una posició superior com a ducs relativament aviat. A partir de l'any 900, els poderosos nobles de Suàbia (Alamània), Francònia també van intentar assolir una posició ducal. A la mort de Lluís IV d'Alemanya l'any 911, ja hi havia tres ducs tribals establerts a Saxònia, Francònia i Baviera, que preferien un dels seus a un altre carolingi, i van escollir el franc i no carolingi Conrad I d'Alemanya com el nou rei de Franconia oriental. A partir de l'amenaça externa es va desenvolupar un cert sentiment d'unió, a partir del qual es va formar un imperi independent, que incloïa els (anomenats més joves) ducats tribals de Francònia, Saxònia, Baviera, Suàbia i, des del 925, Lorena.

### Enric I de Saxònia
L'any 918 Conrad I va morir. Tot i que Enric s'havia rebel·lat contra Conrad I entre el 912 i el 915 per les terres de Turíngia, abans de morir Conrad havia recomanat que escollissin a Enric com al seu successor, ja que creia que era l'únic capaç de liderar el regne. La reialesa va passar dels francs als saxons, que havien patit molt durant les conquestes de Carlemany i estaven orgullosos de la seva identitat. Enric, com a saxó, va ser el primer no franc al tron.
El 920 Carles el Simple, rei de Frància Occidental, va envair i va marxar fins a Pfeddersheim prop de Worms, però es va retirar quan va saber que Enric estava organitzant un exèrcit. El 7 de novembre de 921, Enric i Carles es van reunir i van concloure el Tractat de Bonn, en el qual Enric va ser reconegut com el rei de Frància Oriental i Carles reconegut com a governant de Lotaríngia. Enric va veure l'oportunitat de prendre Lotaringia quan va començar una guerra civil per la successió reial a Frància Occidental després de la coronació de Robert I de França. Carles va rebutjar la destitució i va contraatacar des de la Lorena i el 15 de juny del 923, durant la batalla de Soissons, mor Robert I, però el seu fill Hug el Gran arenga els soldats mostrant-los el cadàver del seu pare i finalment vencen Carles, que va ser capturat i Raül de Borgonya va ser elevat a anti-rei el 923, i després de les diverses campanyes d'Enric, Gislebert de Lotaríngia va reconèixer el seu regnat el 925 i a finals de 925, tots els Grans de Lorena es van sotmetre al domini d'Enric, convertint-se en el cinquè ducat de l'Imperi Franc d'Orient. El matrimoni de la seva filla Gerberga amb Giselbert el 928/29 i el seu reconeixement com a duc (dux) van concloure aquest procés. Enric va organitzar el regne com una confederació d'entre els cinc ducats arrel considerant-se a ell mateix sols com un primum inter pares. Va permetre als ducs de Francònia, Suàbia i Baviera d'administrar-se de forma completament independent, i quan va derrotar i conquerir el duc Gislebert de Lotaríngia i la va incorporar al regne, va permetre a Giselbert continuar en el seu càrrec

### Otó I
Otó de Saxònia va succeir el seu pare com rei dels alemanys el 936. Disposà que la seva coronació fosa l'antiga capital de Carlemany, Aquisgrà, on va ser ungit per part de l'arquebisbe de Magúncia i primat de l'Església alemanya per presentar-se com a successor de Carlemany, la nissaga del qual s'havia extingit el 911 i demostrar que tenia el suport l'Església alemanya, amb els seus poderosos bisbes i abats. Des del principi Otó va intentar aliar-se amb l'Església i utilitzar-la com l'única institució que unifiqués el territori alemany com un imperi teocràtic poderós.
Otó es va enfrontar en 937 a la rebel·lió del seu germanastre Thankmar, aliat amb Eberard de Baviera. Thankmar va morir aviat en combat a Eresburg, i Eberard va ser deposat i substituït pel seu oncle Bertold. Eberard de Francònia es va aliar amb Gislebert de Lotaríngia, l'arquebisbe Frederic de Magúncia, i Enric, el germà petit d'Otó, en una nova insurrecció, que acabava el 939 amb la victòria d'Otó a la batalla d'Andernach en la que morien Eberard i Gislebert, i Enric va poder fugir a la cort de Lluís IV de França, i Otó responia donant suport Hug el Gran en la seva campanya contra la corona francesa, però el 941 Otó i Enric es reconcilien a través dels esforços de la seva mare, i l'any següent Otó es retirava de Frància després que Lluís reconegués el seu protectorat sobre Lorena i Enric va rebre el ducat de Lotaríngia (Lorena). El resultat va ser el dret de successió sense restriccions del fill gran i la reorganització dels ducats. Saxònia i Francònia van romandre directament en mans del rei mentre els ducs de Baviera i Suàbia estaven vinculats a la dinastia per matrimoni.
Otó prengué el títol d'emperador en 962, que havia quedat vacant des de l'assassinat de Berenguer I d'Itàlia el 924, donant pas al Sacre Imperi Romanogermànic.

## Reis de l'Imperi Franc d'Orient
- Lluís el Germànic (843–876)
- Dividit
  - Carloman a Baviera (876–879)
  - Lluís III d'Alemanya a Saxònia (876–882) i Baviera (879–882)
  - Carles el Gras a Alamània (876–882)
- Carles el Gras (882–887)
- Arnulf de Caríntia (887–899)
- Lluís IV d'Alemanya (900–911)
- Conrad I d'Alemanya (911–918)
- Enric I d'Alemanya (919–936)
- Otó el Gran (936–973)